# Comuna Torun, Boureni
Torun (în ucraineană Торунь) este o comună în raionul Boureni, regiunea Transcarpatia, Ucraina, formată din satele Lopușne și Torun (reședința).

## Demografie
Componența lingvistică a comunei Torun
     Ucraineană (99,75%)
     Alte limbi (0,25%)
Conform recensământului din 2001, majoritatea populației comunei Torun era vorbitoare de ucraineană (99,75%), existând în minoritate și vorbitori de alte limbi.